# Sandila
Sandila è una suddivisione dell'India, classificata come municipal board, di 48.831 abitanti, situata nel distretto di Hardoi, nello stato federato dell'Uttar Pradesh. In base al numero di abitanti la città rientra nella classe III (da 20.000 a 49.999 persone).

## Geografia fisica
La città è situata a 27° 4' 60 N e 80° 31' 0 E e ha un'altitudine di 141 m s.l.m..

## Società

### Evoluzione demografica
Al censimento del 2001 la popolazione di Sandila assommava a 48.831 persone, delle quali 25.605 maschi e 23.226 femmine. I bambini di età inferiore o uguale ai sei anni assommavano a 7.786, dei quali 4.034 maschi e 3.752 femmine. Infine, coloro che erano in grado di saper almeno leggere e scrivere erano 24.251, dei quali 14.277 maschi e 9.974 femmine.